# Blandina Gobjilă
Blandina Gobjilă (n. 24 februarie 1906, Grușevița, raionul Nistru, Cernăuți, Ucraina – d. 24 mai 1971, Iași, România), cunoscută drept Mama Blondina, a fost o învățătoare română, supraviețuitoare a detenției sovietice și cunoscută pentru viața sa de credință, jertfă și mărturisire în timpul regimurilor totalitare din secolul al XX-lea.
A fost canonizată ca sfântă de Sfântul Sinod al Bisericii Ortodoxe Române în ședința sa din 1 iulie 2025, cu titulatura „Sfânta Mărturisitoare Blandina de la Iași” și prăznuirea în ziua de 24 mai.

## Biografie
Blondina Gobjilă s-a născut în satul Grușevița din Basarabia, într-o familie preoțească – tatăl său, Zaharia Popovici, era preot, iar mama sa, Serafima, preoteasă. Încă din copilărie, a fost profund implicată în viața liturgică ortodoxă. A urmat studiile pentru a deveni învățătoare, iar în 1926 s-a căsătorit cu inginerul Gheorghe Gobjilă, cu care a avut un fiu, Vladislav.
În 1940, după ocuparea Basarabiei de către Uniunea Sovietică, familia a fost deportată în Siberia. A urmat o perioadă de 15 ani de suferință, în care a îndurat foametea, munca silnică și moartea soțului. În timpul detenției, a fost întărită în credință de călugărițe și femei evlavioase, continuând să se roage și să-și păstreze nădejdea în Dumnezeu.
După eliberare și moartea mamei sale, a aflat că fiul ei trăia în România. A ajuns la el în 1957, dar s-a confruntat cu opoziția familiei față de credința sa. Fiind pusă în situația de a alege între viața familială și credință, a ales fără ezitare să-L urmeze pe Hristos, plecând din casă și ajungând în Iași, unde a fost găzduită de o familie creștină.

## Viața la Iași
Stabilită în Iași, Mama Blondină a devenit o prezență cunoscută la Catedrala Mitropolitană din Iași, unde participa zilnic la slujbe. S-a dedicat transcrierii de acatiste, rugăciunii și sprijinirii celor aflați în suferință, fiind recunoscută pentru smerenia și curăția sa sufletească.
A fost adesea criticată pentru stilul ei de viață auster, dar răspundea cu blândețe și seninătate: „Mie nu îmi este rușine să spăl picioarele Mântuitorului Hristos”. În timpul vieții a lăsat caiete cu însemnări legate de perioada detenției și viața sa duhovnicească, încredințate spre păstrare și eventuală publicare.

## Moartea și posteritatea
Blondina Gobjilă a trecut la cele veșnice pe 24 mai 1971, la Iași. Înmormântarea sa a fost un eveniment impresionant, la care au participat zeci de preoți, monahi și credincioși. A fost înmormântată în Cimitirul „Eternitatea” din Iași, unde mormântul său a devenit un loc de pelerinaj.
Viața Mamei Blondina este evocată adesea în cercuri ortodoxe ca o pildă vie de credință, răbdare și mărturisire în vremuri de prigoană.

## Moștenire spirituală
Mama Blondina este pomenită în rândul mărturisitorilor credinței ortodoxe din secolul XX. Deși nu a fost canonizată oficial, numeroși credincioși o consideră un model de viețuire creștină. Caietele cu însemnări din perioada exilului, păstrate în mediile bisericești din Iași, sunt considerate mărturii valoroase ale unei vieți închinate lui Dumnezeu.